# 迪氏無足狼鳚
迪氏無足狼鳚，為輻鰭魚綱鱸形目绵鳚亞目绵鳚科的其中一種，分布於西北太平洋區的白令海西部海域，屬深海底棲性魚類，棲息深度在水深54至1220公尺，體長可達12.3公分。

## 扩展阅读
維基物種上的相關：迪氏無足狼鳚